# Xiphophorus mayae
Xiphophorus mayae es una especie de peces de la familia de los pecílidos en el orden de los ciprinodontiformes.

## Morfología
Los machos pueden alcanzar los 7,2 cm de longitud total y las hembras los 7,62 cm.

## Distribución geográfica
Se encuentran en Centroamérica: Guatemala y Honduras.